# Servizio Informazioni Forze Armate
Der Servizio Informazioni Forze Armate (SIFAR) (dt.: „Nachrichtendienst der Streitkräfte“) ist ein ehemaliger italienischer Nachrichtendienst.  
Der SIFAR wurde als Nachfolger des Servizio Informazioni Militare am 30. März 1949 aufgestellt. 
Der SIFAR war in verschiedene Abteilungen gegliedert, die auch den Generalstabschefs der Teilstreitkräfte unterstanden. Dieser Dienst hatte eher allgemeine nachrichtendienstliche Zuständigkeiten im Inland und Ausland und war weniger ein rein technisch orientierter Militärnachrichtendienst. Diese Fachaufgaben hatten von 1949 bis 1997 die SIOS-Dienste (Servizio Informazioni Operative e Situazione) der drei Teilstreitkräfte (G2/A2) inne (Sios-Esercito, Sios-Marina, Sios-Aeronautica).
Der SIFAR wurde 1965 wegen der Umstrukturierungen in Verteidigungsministerium und Generalstab vom neuen Servizio Informazioni Difesa (SID) abgelöst.

## Leiter
In zwischen 1949 und 1965 gab es sechs Leiter:
- Gen. Giovanni Carlo Re (1949–1951)
- Gen. Umberto Broccoli (1951–1952)
- Gen. Ettore Musco (1952–1955)
- Gen. Giovanni De Lorenzo (1955–1962)
- Gen. Egidio Viggiani (1962–1965)
- Gen. Giovanni Allavena (1965)